# Michel-Ange Houasse

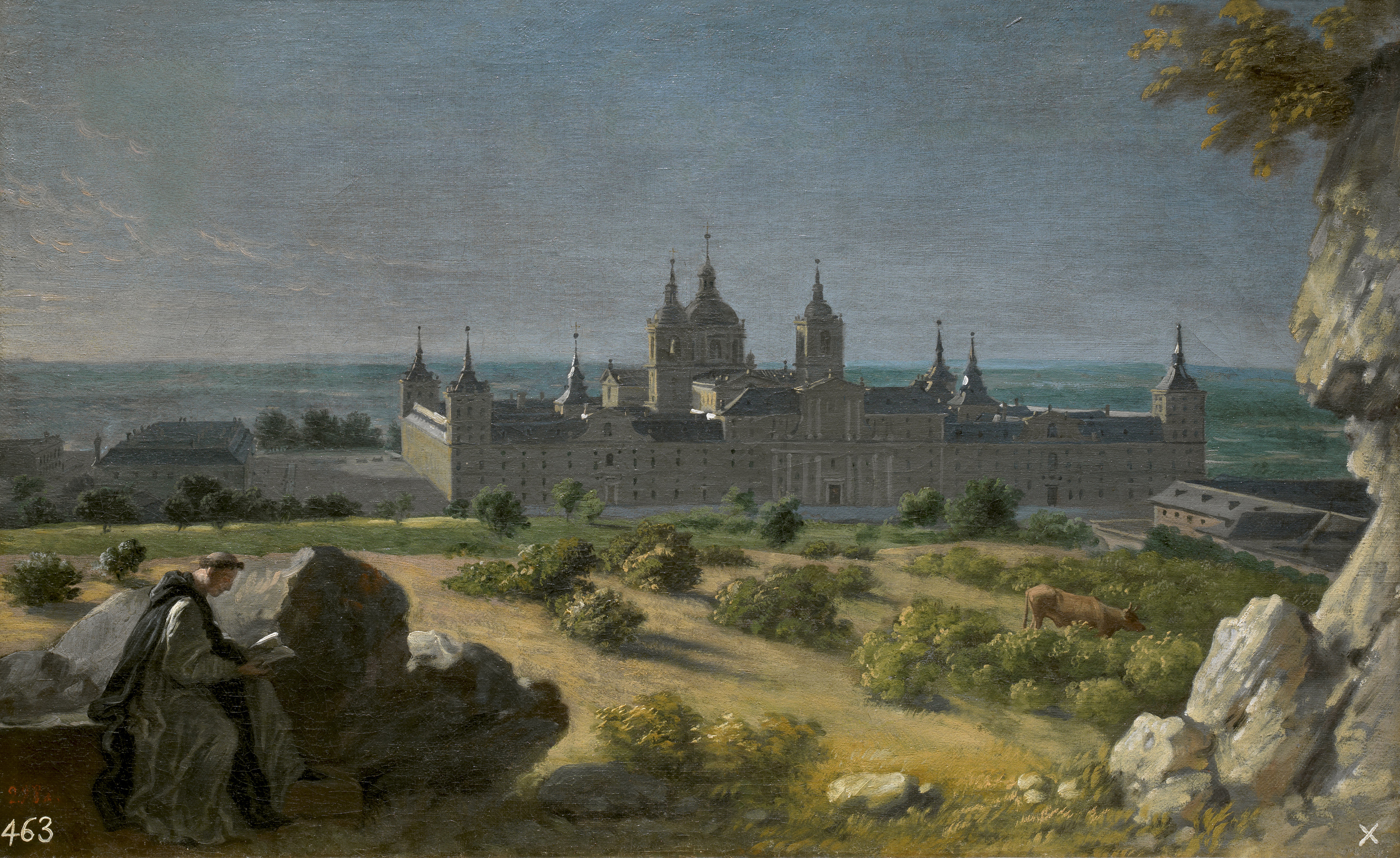
Vista del Monasterio de El Escorial.

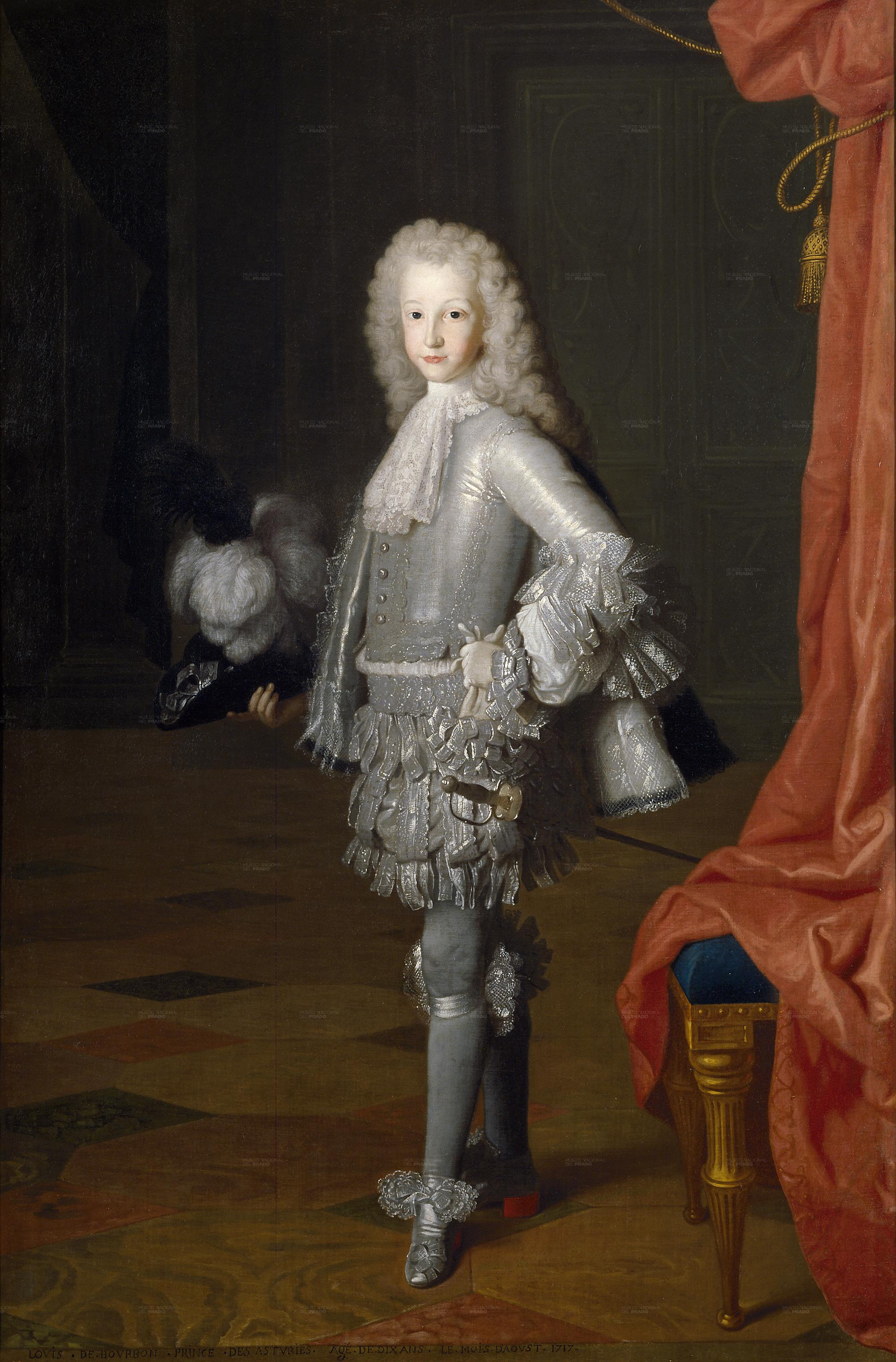
Retrato del príncipe Luis.

Michel-Ange Houasse (París, 1680-Arpajon, 1730) fue un pintor del siglo XVIII, francés de nacimiento pero que mayormente trabajó en España como pintor del rey Felipe V.

## Carrera

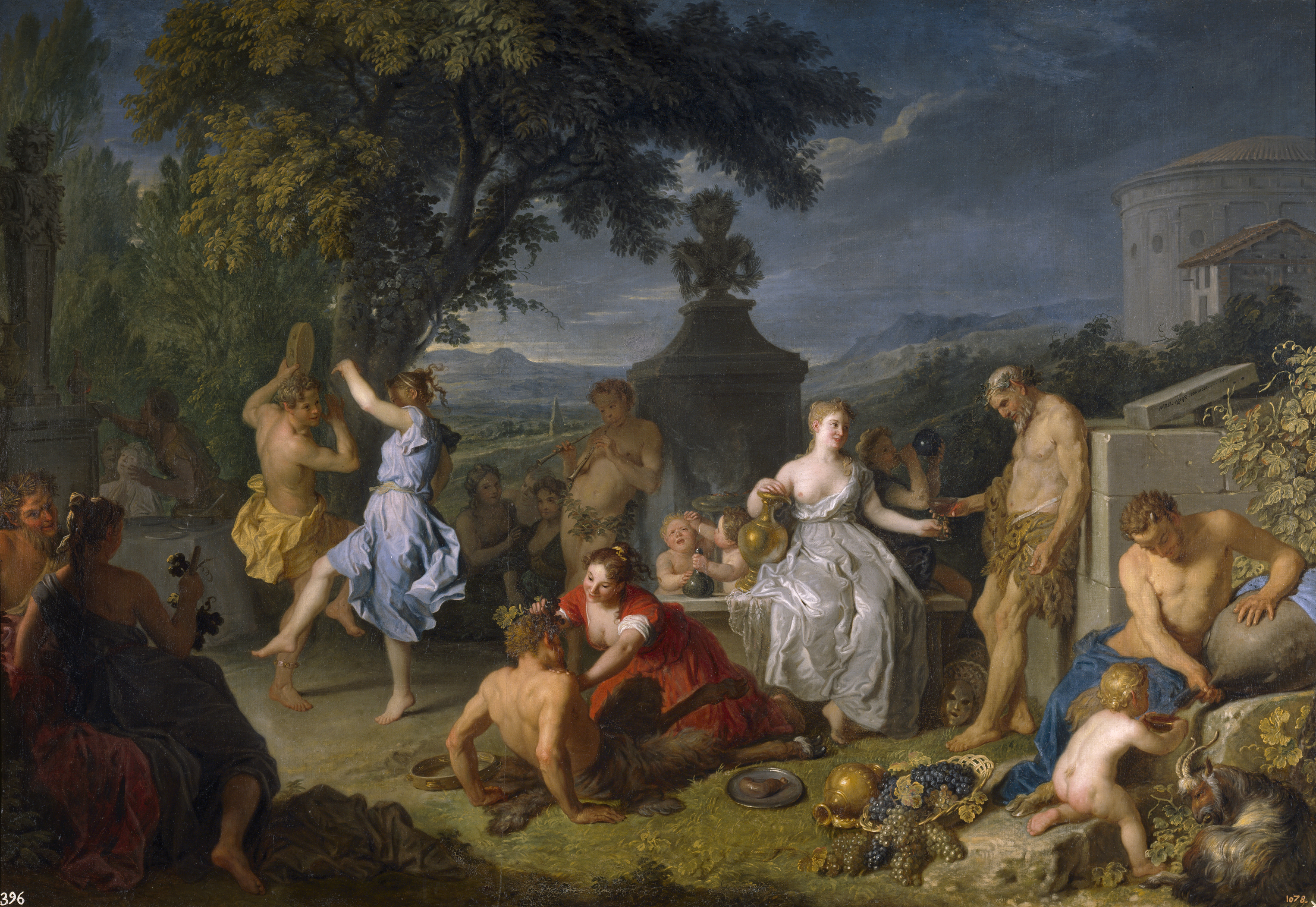
Bacanal. Museo del Prado (1719).

Era hijo de René-Antoine Houasse, un pintor de segunda fila seguidor de Charles Le Brun. Se formó con su padre en el taller familiar. En 1707 ingresó como miembro en la Academia Real de París y en 1710 fue nombrado pintor ordinario de Luis XIV de Francia.
En 1715 fue llamado a la corte de Madrid por Felipe de Anjou, ya convertido en rey de España con el nombre de Felipe V. 
Houasse realizó varios retratos de la familia real española, entre ellos del futuro rey Luis I, pero su trabajo no debió de agradar a la familia real ya que fue reemplazado en las labores de retratista por Jean Ranc. 
Al dejar de producir retratos, Houasse se volcó en otros géneros. Produjo algunas obras religiosas, pero es más recordado por escenas de corte mitológico y campestre, influidas por el barroco flamenco, como La bacanal y Ofrenda a Baco (ambas en el Museo del Prado).
Su gusto por la temática pastoril y bucólica derivó en cuadros como La gallina ciega, con clara influencia de Watteau, obra que después inspiraría La gallina ciega, el famoso cartón para tapiz de Francisco de Goya.
De toda la producción de Houasse, actualmente tienen especial estimación sus paisajes; una Vista del Escorial (Madrid, Prado) es elogiada por su atmósfera que recuerda a Camille Corot. Pero muchos de estos paisajes son poco conocidos, ya que permanecen en los Reales Sitios y no concurren con frecuencia en exposiciones temporales.
En sus últimos años Houasse mantuvo una disputa con Jean Ranc con respecto a las obras que ambos hicieron para la Casa Real.